# Lars Otterstedt
Lars Otterstedt est un acteur sourd suédois, né le 18 août 1967[Où ?].

## Biographie
Lars Otterstedt naît le 18 août 1967 en Suède. En 1993, il prend des cours à l'Académie de théâtre de Stockholm (sv), jusqu'en 1996.
En fin des années 1990, il travaille en tant qu'acteur et metteur en scène au « Théâtre silencieux », ainsi qu'au Teater Manu à Norvège.
En 2001, il apparaît aux grands écrans, aux côtés de l'actrice française Emmanuelle Laborit, dans le rôle d'un voleur à la tire sourd pour le film dramatique suisse allemand Amour secret (Stille Liebe) de Christoph Schaub.

## Filmographie

### Long métrage
- 2001 : Amour secret (Stille Liebe) de Christoph Schaub : Mikas

### Court métrage
- 2010 : Existence d'Hilmir Snær Guðnason : André

### Séries télévisées
- 2013 : Inte Varre an Andra : Nesse (mini-série)
- 2013 : Møkkakaffe : Jan-Henrik Strand (6 épisodes)